# Casa Col·legi de les Germanes Dominiques
La Casa Col·legi de les Germanes Dominiques és una obra historicista de Ripollet (Vallés Occidental) inclosa a l'Inventari del Patrimoni Arquitectònic de Catalunya.

## Descripció
El conjunt està format per la casa-col·legi i la capella annexa. L'edifici destinat a l'ús residencial i escolar, es de planta baixa i tres pisos, amb obertures rectangulars. L'element més remarcable és la capella, d'estil neogòtic, d'una sola nau, coberta a dues vessants. La façana té porta d'accés allindada, amb tres graons i un timpà decoratiu superior, d'arc apuntat emmarcat per motllures que formen un arc conopial, inscrit en un rectangle amb pinacles. A banda i banda hi ha dues obertures ogivals. Una rosassa dona pas al coronament, a dues vessants, amb fris decorat amb relleus i espadat amb arc trilobulat al carener.

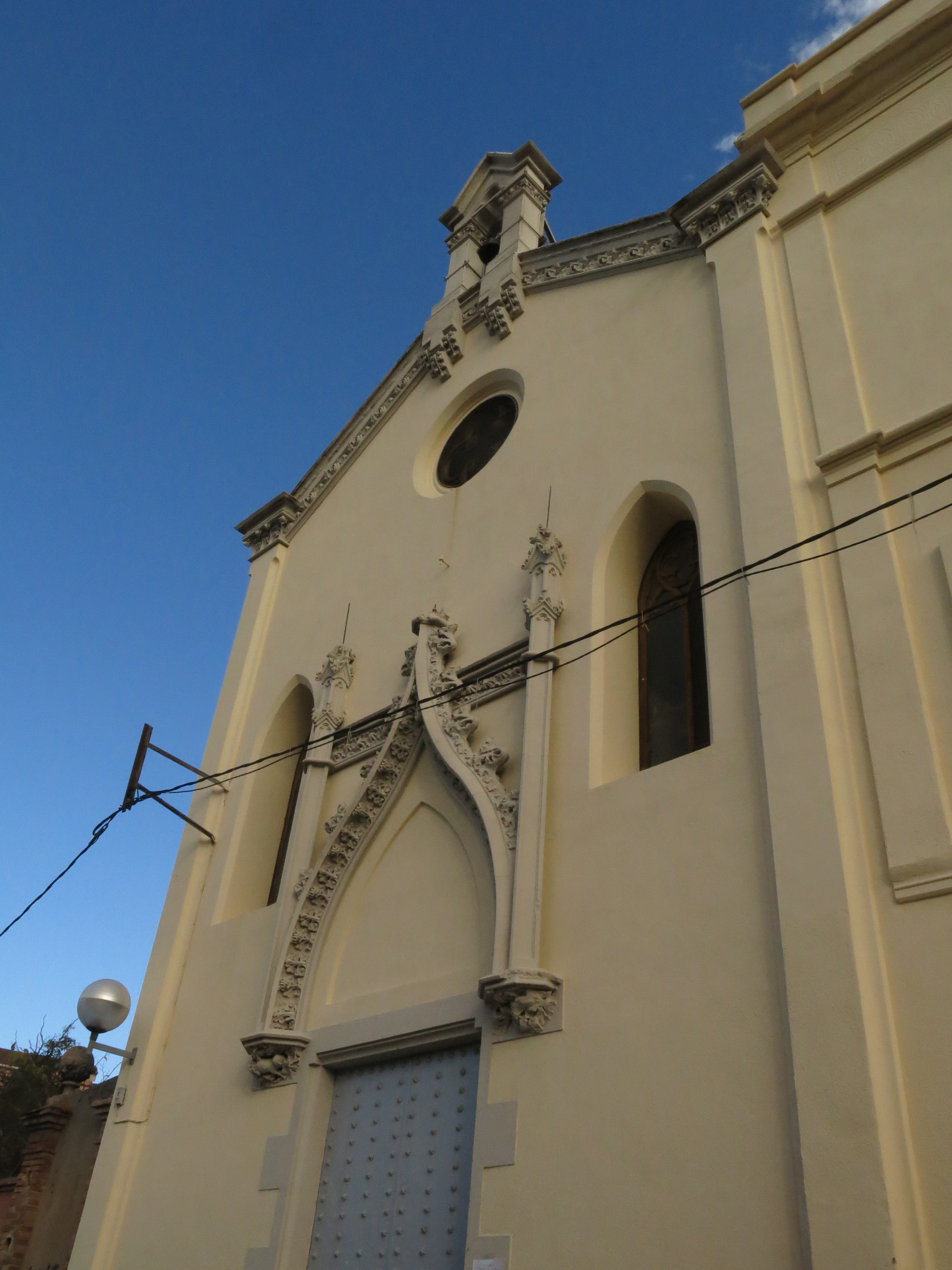
Capella

El gablet és un conjunt ornamental adossat a la façana principal sobre la porta d'entrada de la capella, en forma d'arc flamíger. Les motllures que formen els arcs formen un timpà emmarcat per un arc apuntat que es trobava centrat per l'escultura de la Verge del Roser, que va ser destruïda el 1936. La motllura de tipologia flamígera té a l'intradós i l'extradós elements ornamentals de fronda i era coronat per una creu que actualment tampoc hi és. Aquest conjunt està emmarcat per sengles pilars amb coronaments també acabats en una creu, ara inexistent. Tant les motllures dels arcs com els pilars s'originen a partir d'una mènsula que dessota té decoració vegetal en relleu. Una d'elles conserva la figura d'una representació animalística. També presenta una sanefa motllurada en sentint horitzontal i elements decoratius de fronda.

## Història
Aquest conjunt fou bastit a les darreries del segle xix. Les religioses, que havien arribat al municipi l'any 1893, s'establiren de manera provisional al carrer del Sol fins que, gràcies a la donació feta per la Sra. Maria Torras, vídua de Joan Almirall, i l'ajut del seu nebot, Joan Buxó, es van realitzar les obres de la nova casa. Posteriorment, el 1899, la Sra. Torras feu construir la capella adossada al convent, en uns terrenys adquirits als Srs. Albinyana. La capella fou declarada d'ús semipúblic, sota l'advocació de la Mare de Déu del Roser i sant Domènec.